# Michael Clegg
Michael Jamie Clegg (* 3. Juli 1977 in Ashton-under-Lyne) ist ein ehemaliger englischer Fußballspieler. Der Abwehrspieler verbrachte den längsten Teil seiner Karriere bei Manchester United.

## Karriere
Clegg kam 1993 als Nachwuchsspieler zum englischen Spitzenklub Manchester United und gewann 1995 unter Kapitän Phil Neville mit der Jugendmannschaft den FA Youth Cup. Kurze Zeit später unterschrieb das Abwehrtalent seinen ersten Profivertrag bei Manchester. Sein Debüt in der Premier League feierte er am 23. November 1996, als er gegen den FC Middlesbrough im Riverside Stadium vor 30.000 Zuschauern in der Startaufstellung stand (Endstand 2:2).
1997 gewann er die Auszeichnung Denzil Haroun Reserve Team Player of the Year, als bester Spieler der Reserve des Vereins. Clegg gelang es in der Folgezeit allerdings nicht, sich in der ersten Mannschaft durchzusetzen und so wurde er im Februar 2000 zunächst für einen Monat an Ipswich Town ausgeliehen und von März bis zum Ende der Saison 1999/2000 an Wigan Athletic. Bis zu seinem Abschied im Jahr 2002 hatte Clegg in sieben Jahren nur neun Ligaeinsätze für United absolviert, insgesamt brachte er es auf 24 Pflichtspieleinsätze für die erste Mannschaft.
Von 2002 bis 2004 spielte Clegg in der dritten englischen Liga bei Oldham Athletic, bevor er bereits im Alter von 27 Jahren seine aktive Spielerkarriere beendete.

## Privates
Clegg arbeitet mittlerweile als Konditionstrainer beim AFC Sunderland. Daneben betreibt er ein Fitnessstudio in Manchester. Sein Vater Mike Clegg arbeitete zwischen 2000 und 2011 als Konditionstrainer bei Manchester United.